# Jose Baxter
Jose Baxter (* 7. Februar 1992 in Bootle) ist ein englischer Fußballspieler.

## Vereinskarriere
Baxter begann im Alter von sechs Jahren mit dem Fußballspielen. 1998 kam er zum FC Everton. Beim ersten Spiel der Saison 2008/09 des FC Everton gegen die Blackburn Rovers wurde er in der 78. Minute eingewechselt. Dadurch löste er seinen Teamkollegen James Vaughan als jüngsten Spieler ab, der für Everton in der Premier League eingesetzt worden war. Eine Woche später gab er sein Debüt in der Startelf und wurde damit der jüngste Spieler des FC Everton in der Startaufstellung eines Premier-League-Spiels. In der Saison 2012/13 wechselte er zu Oldham Athletic in die League One.
Am 30. August 2013 unterschrieb Baxter einen Dreijahresvertrag bei Sheffield United. 2015 wurde er nach einem positiven Dopingtest für fünf Monate gesperrt. Am 19. Februar 2016 wurde er vom Verein suspendiert.
Nachdem er zur Saison 2017/18 einen Einjahresvertrag bei der U23 vom FC Everton erhielt und dort auch 9 Spiele in der Premier League 2 Division One, der englischen Nachwuchsliga, betritt, wechselte er für eine Saison zu Oldham Athletic. 2019 spielte er für Plymouth Argyle in der 4. englischen Liga. Im Februar 2020 wechselte Baxter zu Memphis 901 FC in die USL Championship, die zweite Liga in den USA.

## Nationalmannschaft
Baxter gewann mit der englischen U-16 Nationalmannschaft beim Victory Shield 2006 und 2007 sowie beim Tournoi de Montaigu 2008. Er war Teilnehmer der U-17-Fußball-Europameisterschaft 2009 in Deutschland, bei der die englische Auswahl nach der Vorrunde als schlechteste der acht Mannschaften ausschied.